# Contrada di Borgo San Giacomo
La Contrada di Borgo San Giacomo è una delle 8 contrade facenti parte del Palio di Ferrara che ogni anno si svolge nel mese di maggio a Ferrara. E' un'associazione di promozione sociale disciplinata da un proprio statuto. La sede della contrada è a Foggia, via Ortigara, 14/A. 

## Gonfalone
Lo stemma è composto da un'aquila bianca, simbolo originario dell'antica casata estense che governava Ferrara, sui colori Giallo e Blu inquartati.

## Territorio
Come tutti i borghi, i territori della contrada si estendono prevalentemente al di fuori delle mura cittadine in direzione nord-ovest. All'interno delle mura comprende il Rione Giardino, moderno rione sorto sul distrutto borgo Alto o Superiore che ospitava il Castel Tedaldo dei Marchesi di Canossa ed una parte dell'attuale viale Cavour espandendosi al di fuori della cerchia muraria inglobando la via San Giacomo, via Darsena, corso Isonzo, viale IV Novembre, via Arginone, via Canapa e i quartieri di Porotto, Cassana e Mizzana sino ai confini del comune.
La Contrada di San Giacomo è costituita nell’ambito del suo territorio, delimitata in conformità con i vecchi statuti dell’Ente Palio della Città di Ferrara, e successivamente aggiornati dai regolamenti attualmente in vigore. Il territorio risulta così delimitato:- C.so Isonzo (lato pari) – Via Darsena – Via Arginone . V.le Cavour (lato dispari) – Via Mura di Porta Po – Via Porta Catena (fino al bivio di Via Canapa ed in profondità, fino alla ferrovia per Padova) – V.le Po (lato sinistro dopo la ferrovia) – Via Modena – Mizzana – Cassana – Porotto.

## Generalità
Alcuni degli elementi principali che caratterizzano l'associazione:
- Organizzazione e gestione di attività culturali, artistiche o ricreative di interesse sociale, incluse attività, anche editoriali, di promozione e diffusione della cultura e della pratica del volontariato e delle attività di interesse generale[2];
- Interventi di tutela e valorizzazione del patrimonio culturale e del paesaggio, ai sensi del decreto legislativo 22 gennaio 2004, n. 42, e successive modificazioni[2];
- Far partecipare i propri associati alle iniziative dell’Ente palio della Città di Ferrara per manifestazioni ispirate alla storia, al costume e alla cultura ferrarese, che trova la massima espressione nella celebrazione del palio di San Giorgio, al quale dovrà sempre partecipare, con tutte le sue forze ed al meglio delle proprie possibilità[2];
- Promuovere iniziative atte a valorizzarne l’attività, ed attività culturali in genere legate alla città di Ferrara nei confronti dei propri associati e terzi[2];
- Favorire, gestire e realizzare attività, opere ed iniziative nel campo del tempo libero, delle promozioni storiche, sportive e folcloristiche dei giochi con la bandiera, dello sport in genere, dell’arte, della cultura popolare e musicale nei confronti dei propri associati e di terzi[2];
- Attuare, mediante strutture ed organismi adeguati, tutte le iniziative possibili per un più ampio sviluppo dell’associazione inteso come mezzo di formazione civica nei confronti dei propri associati e terzi[2];
- Promuovere convegni, dibattiti, attività di studio e promozione. Iniziative pubblicitarie e stringere relazioni di collaborazione e adesione con organizzazioni che perseguono i medesimi fini[2].

## Attività
La Contrada partecipa agli eventi del Palio di Ferrara, in particolare il secondo week-end di maggio gli Antichi giochi delle Bandiere Estensi che oltre ad assegnare il premio cittadino, garantiscono una partecipazione ai campionati italiani della Federazione Italiana Sbandieratori sotto l'egida dell'Ente Palio Città di Ferrara, e l'ultima domenica al Palio di San Giorgio.
Ogni anno nel mese di marzo la contrada organizza un torneo, il Torneo dell'Aquila Bianca al quale vengono invitati i gruppi che hanno dimostrato un alto livello agonistico nell'arte della bandiera, a sfidarsi per conquistare il trofeo nella specialità Singolo Tradizionale e in quella della Coppia Tradizionale. L'invito non viene comunque esteso alla Contrada di Borgo San Luca, nemica storica.
Evento tradizionale, realizzato con gli Enti rievocativi di Este e Grottazzolina con i quali compone il Consorzio Terre e Castelli Estensi, è la festa medievale "Giostra del Monaco" che si svolge nel periodo fine agosto - inizio settembre sul baluardo di Santa Maria alla Fortezza delle Mura di Ferrara, in via IV Novembre. La manifestazione si compone di mercati medievali, artigiani, campi di armati, spettacoli teatrali, musica ed esibizioni di danza e bandiere e della Giostra del Monaco, gara di abilità equestre con mazza ferrata tra le città di Ferrara, Este e Grottazzolina.
Nel corso della festa medievale viene allestita la rievocazione della battaglia di Cassano d'Adda: la vittoria di Azzo VII d'Este su Ezzelino III da Romano, figlio di Ezzelino II da Romano detto "Il Monaco",  grazie alla quale gli Estensi ottennero il titolo di Podestà perpetui su Ferrara.

## Sbandieratori e musici
La contrada iscritta alla Federazione italiana sbandieratori (F.I.SB.) partecipa il secondo week-end di maggio agli Antichi giochi delle Bandiere Estensi che oltre ad assegnare il premio cittadino, garantiscono una partecipazione ai campionati italiani di bandiere come Ente Palio Città di Ferrara. Negli ultimi 3 anni, gli sbandieratori e i musici del Borgo di San Giacomo hanno rappresentato la città ai Campionati Italiani F.I.Sb. di categoria A1, assieme ai concittadini della Contrada San Giorgio e della Contrada San Paolo (Ferrara).
La contrada vanta numerosi trofei, anche nazionali, nei giochi delle bandiere, grazie al più volte campione nazionale Andrea Baraldi.